# 诺曼妮
诺曼妮·科尔代·汉密尔顿（英語：Normani Kordei Hamilton，/nɔːrˈmɑːni/；1996年5月31日—），美国女歌手、舞者。

## 演藝生涯
诺曼妮曾于2012年在美国电视节目《X音素》上独唱，后成为女子组合“五佳人”的成员。在组合期间，诺曼妮於2017年参加电视节目《与星共舞》的演出，并在隔年发布与哈立德合作的歌曲《Love Lies》，获得RIAA四白金认证。
在五佳人组合无限期休团后，诺曼妮又与多位艺人合作，并发布与凱文·哈里斯合作的EP《Normani x Calvin Harris》。2018年11月，诺曼妮再推出由6lack献声的单曲《Waves》。2019年1月，她与山姆·史密斯合作推出单曲《Dancing with a Stranger》；同年8月，再发布首支个人单曲《Motivation》。随后，诺曼妮与爱莉安娜·格兰德和妮琪·米娜合作电影《霹雳娇娃》的原声带歌曲《Bad to You》，之後与Megan Thee Stallion合作推出电影《猛禽小隊：小丑女大解放》的原声带歌曲《钻石》。